# Caleta de Famara
Caleta de Famara o simplemente La Caleta es una localidad del municipio de Teguise en la isla de Lanzarote (Canarias, España). En 2019 contaba con una población de 1107 habitantes.

## Situación
La Caleta se encuentra en el extremo sur de la Playa de Famara, que se extiende a los pies del Risco de Famara, en la costa occidental del municipio lanzaroteño de Teguise. Se comunica con la capital municipal por la LZ-401.

## Etimología
Wölfel afirma que Famara es un derivado de Famagui. Término que usa Maciot de Béthencourt para referirse a las maretas naturales donde se acumulaba el agua de lluvia en la zona, lugar de aguada para distintas expediciones normandas y castellanas.

## Historia
Existen restos de asentamientos aborígenes en la zona de Famara anteriores a la conquista. Con la llegada de los conquistadores, los franciscanos se establecen en su cercanía en 1413 permaneciendo en Famara unos 33 años. Esta construcción fue el inicio de la primera ermita de Canarias dedicada a la Virgen la de Las Mercedes.
Sin embargo no es hasta finales del Siglo XVIII cuando nace La Caleta como enclave pesquero. Hacia 1818 existían en la Caleta únicamente unos almacenes de piedra seca en los que se guardaban los barcos que eran utilizados en periodo de pesca. Todavía en 1850 La Caleta figuraba “sin ningún habitante”. A partir de 1888 se establecen varias familias procedentes de Soo y de La Graciosa. En 1909 contaba la Caleta con tres edificios, veinticuatro almacenes y veinticinco habitantes.
Posteriormente el desarrollo del pueblo deriva hacia el uso vacacional y conformando en la actualidad un núcleo principalmente destinado a la segunda residencia.